# 小林薫 (評論家)
小林 薫（こばやし かおる、1931年7月11日 - ）は、日本の国際的経営評論家。経営学者。産業能率大学名誉教授。

## 経歴
1954年、東京大学法学部卒業。マンハッタン大学経営学部にフルブライト・プログラムで留学。 その後、興亜石油、日本能率協会などを経て現職。
NHK教育テレビ「英語ビジネスワールド」（講師として1998年4月から1年間）や「英語で勝負」に出演した経験を持つ。 
ASTD（1981年より）、ドラッカー学会、国際ビジネス研究学会、組織学会、米国教育訓練学会、欧州経営開発学会などに所属、米国経営近代化学会（SAM）国際理事兼日本支部長、人材育成学会副会長も務める。
ピーター・ドラッカーとは約50年に及ぶ親交を結び、ダイヤモンド社刊のドラッカーの『21世紀の企業経営』（ビデオ8巻＋解説書）の総監修や、『経営の新次元』『新しい経営行動の探求』などの訳出も行っている。
その他、訳出の業績としては『一分間マネジャー』（ケン・ブランチャード）などがある。

## 出演番組
- コスモポリタン・アイ（文化放送）
- ワールドホットライン（文化放送）

## 著書・訳書
- 『一分間マネジャー』（ダイヤモンド社）
- 『タバコ・ウォーズ』（早川書房）
- 『苦手な英語に自信がつく本』（ジャパン・タイムズ）
- 『問題解決と意思決定』（ダイヤモンド社）
- 『英語通訳の勘所』（丸善）
- 『ドラッカーが語るリーダーの心得』（青春出版社）
- 『世界の経営思想家たち』（清流出版）
- 『会社の数字―英語表現完全マスター』（アスク）
- 『ビジネス英語の落とし穴』（丸善）
- 『知力創造社会』（産能大学出版部）

など多数。